# 国定公園
国定公園（こくていこうえん）とは、日本において国立公園に準じる景勝地として自然公園法に基づいて環境大臣が指定した公園。国立公園が国の直接管理なのに対し、国定公園は都道府県が管理する。英語表記はQuasi-National Park。
また、アメリカ合衆国ナショナル・モニュメントのことを国定公園と訳すことがある。
本稿では、日本の国定公園について述べる。

## 概要
1950年7月の琵琶湖国定公園（7月24日）、佐渡弥彦国定公園（現佐渡弥彦米山国定公園・7月27日）、耶馬日田英彦山国定公園（7月29日）の3カ所の指定をはじめとし、65カ所の国定公園が指定されてきたが、その後に国立公園に昇格・編入されたものもあるため、現在は58カ所の国定公園が存在している。2023年時点で最も新しいものは2021年3月30日指定の厚岸霧多布昆布森国定公園である。
国定公園の中には、国土軸や都心部の自然を保護するために東海自然歩道設置計画の一環として、便宜上の指定を設けたものがある（例：愛知高原国定公園、揖斐関ヶ原養老国定公園、大和青垣国定公園など）。これらについては複数の都道府県立自然公園を格上げしたものの集合体もある。また大都市近郊の緑地の保全を目的として指定された国定公園も存在する。
住民、自治体の運動や意識の差違があるため、指定範囲にばらつきが見られる。例えば日本アルプスのうち、中央アルプス（木曽山脈）だけが基幹産業の林業に影響を生じることから、2020年に国定公園となるまで、長らく国立公園にも国定公園にも指定されていなかった。日本三景のうち松島だけが国立公園にも国定公園にも指定されていない。また日本に5カ所ある世界自然遺産のうち、白神山地だけが国立公園にも国定公園にも指定されていないなどといった例がある。その他、御嶽山（長野県/岐阜県）や上毛三山（妙義山のみが妙義荒船佐久高原国定公園に含まれる）など、著名な景勝地や貴重な自然資源であるものの、指定範囲外であるものも多数存在する。
1990年の暑寒別天売焼尻国定公園を最後に、国内の自然保護は一段落したとして指定は一旦中断した。しかしその後、自然と人間の営みの関係を重視する文化的景観の考え方が広がり、国定公園が世界遺産の文化遺産推薦に際し求められる法的保護根拠にもなることから、2007年に17年ぶりに丹後天橋立大江山国定公園が指定され、人為的景観も保護対象として組み込まれることになった。
2023年3月末時点での指定面積を合計すると1,494,468ヘクタール（日本の国土面積の4.0%を占める）。地種区分別の内訳は行為規制の強い順に、特別保護地区が4.4%、第一種特別地域が12.0%、第二種特別地域が26.1%、第三種特別地域が48.5%、普通地域が9.0%であり、都道府県立自然公園に比べると特別地域の割合が高いが、国立公園に比べると特別保護地区の割合が低い。

## 国定公園一覧
| 名称                       | 都道府県               | 指定日          | 備考                                                                   |
| -------------------------- | ---------------------- | --------------- | ---------------------------------------------------------------------- |
| 厚岸霧多布昆布森国定公園   | 北海道                 | 2021年3月30日   | 霧多布湿原、厚岸湾、厚岸湖、原生花園あやめヶ原など                     |
| 暑寒別天売焼尻国定公園     | 北海道                 | 1990年8月1日    | 暑寒別山地、雨竜沼湿原、天売島、焼尻島、ルーラン奇勝など               |
| 網走国定公園               | 北海道                 | 1958年7月1日    | 網走五湖、小清水原生花園、天都山など                                   |
| ニセコ積丹小樽海岸国定公園 | 北海道                 | 1963年7月24日   | ニセコ連峰の一部、積丹、小樽海岸など                                   |
| 大沼国定公園               | 北海道                 | 1958年7月1日    | 渡島駒ヶ岳（駒ヶ岳）及び大沼                                           |
| 下北半島国定公園           | 青森                   | 1968年7月22日   | 仏ヶ浦、恐山、大間崎、尻屋崎など下北半島の著名景勝地                   |
| 津軽国定公園               | 青森                   | 1975年3月31日   | 岩木山、十二湖、深浦海岸、十三湖など                                   |
| 早池峰国定公園             | 岩手                   | 1982年6月10日   | 早池峰山のみの単独指定。                                               |
| 栗駒国定公園               | 岩手、宮城、秋田、山形 | 1968年7月22日   | 栗駒山地、夏油温泉、鬼首温泉郷、鳴子峡、小安峡など                     |
| 蔵王国定公園               | 宮城、山形             | 1963年8月8日    | 蔵王山、山寺                                                           |
| 男鹿国定公園               | 秋田                   | 1973年5月15日   | 男鹿半島（入道崎、一ノ目潟など）                                       |
| 鳥海国定公園               | 秋田、山形             | 1963年7月24日   | 鳥海山、象潟、飛島など                                                 |
| 越後三山只見国定公園       | 福島、新潟             | 1973年5月15日   | 越後三山(八海山など)、奥只見ダム周辺から只見川下流、銚子の口付近まで   |
| 水郷筑波国定公園           | 茨城、千葉             | 1959年3月3日※1  | 筑波山、霞ヶ浦、十二橋周辺、鹿島神宮神域、犬吠埼など                   |
| 妙義荒船佐久高原国定公園   | 群馬、長野             | 1969年4月10日   | 妙義山、荒船山、佐久高原など                                           |
| 南房総国定公園             | 千葉                   | 1958年8月1日    | 房総内浦、房総外浦、鹿野山、清澄山など                                 |
| 明治の森高尾国定公園       | 東京                   | 1967年12月11日  | 高尾山                                                                 |
| 丹沢大山国定公園           | 神奈川                 | 1965年3月25日   | 丹沢湖、蛭ヶ岳、丹沢山、塔ノ岳、大山周辺                               |
| 佐渡弥彦米山国定公園       | 新潟                   | 1950年7月27日※2 | 佐渡（外海府海岸、七浦海岸、小木海岸など）、弥彦山、米山、福浦八景など |
| 能登半島国定公園           | 富山、石川             | 1968年5月1日    | 能登金剛、曽々木海岸、禄剛崎、内浦海岸、能登島、雨晴海岸など           |
| 越前加賀海岸国定公園       | 石川、福井             | 1968年5月1日    | 越前海岸、東尋坊など                                                   |
| 若狭湾国定公園             | 福井、京都             | 1955年6月1日    | 若狭湾一帯（気比松原、三方五湖、蘇洞門、冠島）など                     |
| 八ヶ岳中信高原国定公園     | 山梨、長野             | 1964年6月1日    | 八ヶ岳山麓、霧ヶ峰、蓼科高原界隈など                                   |
| 中央アルプス国定公園       | 長野                   | 2020年3月27日   | 木曽山脈、寝覚ノ床、田立の滝など                                       |
| 天竜奥三河国定公園         | 長野、静岡、愛知       | 1969年1月10日   | 天竜峡、佐久間ダム、茶臼山高原、鳳来寺山など                           |
| 揖斐関ヶ原養老国定公園     | 岐阜                   | 1970年12月28日  | 関ヶ原古戦場跡、養老渓谷など                                           |
| 飛騨木曽川国定公園         | 岐阜、愛知             | 1964年3月3日    | 飛騨川（中山七里、飛水峡）、木曽川（日本ライン）など                   |
| 愛知高原国定公園           | 愛知                   | 1970年12月28日  | 猿投山、矢作川上流域、香嵐渓、本宮山など）                             |
| 三河湾国定公園             | 愛知                   | 1958年4月10日   | 知多半島、三河湾一帯、三ヶ根山、渥美半島、日間賀島など                 |
| 鈴鹿国定公園               | 三重、滋賀             | 1968年7月22日   | 鈴鹿山脈（御在所山、宇賀渓、石水渓など各種渓谷）                       |
| 室生赤目青山国定公園       | 三重、奈良             | 1970年12月28日  | 室生高原、赤目渓谷（香落渓、赤目四十八滝）、青山高原                   |
| 琵琶湖国定公園             | 滋賀、京都             | 1950年7月24日   | 琵琶湖（竹生島、海津大崎など）、比叡山、比良山地、野坂山地、伊吹山など |
| 丹後天橋立大江山国定公園   | 京都                   | 2007年8月3日    | 丹後半島海岸部（天橋立、経ヶ岬を含む）、大江山、世屋高原               |
| 京都丹波高原国定公園       | 京都                   | 2016年3月25日   | 京都北山、芦生原生林、八丁平、美山かやぶきの里・北村                   |
| 明治の森箕面国定公園       | 大阪                   | 1967年12月11日  | 箕面の滝など                                                           |
| 金剛生駒紀泉国定公園       | 大阪、奈良、和歌山     | 1958年4月10日※3 | 金剛山地、生駒山地、和泉葛城山麓                                       |
| 氷ノ山後山那岐山国定公園   | 兵庫、鳥取、岡山       | 1969年4月10日   | 氷ノ山、那岐山、天滝渓谷、芦津渓谷、神鍋高原、瀞川平、阿瀬渓谷、蘇武岳 |
| 大和青垣国定公園           | 奈良                   | 1970年12月28日  | 大和三山一帯の丘陵地                                                   |
| 高野龍神国定公園           | 奈良、和歌山           | 1967年3月23日   | 高野山及び龍神温泉一帯                                                 |
| 比婆道後帝釈国定公園       | 鳥取、島根、広島       | 1963年7月24日   | 比婆山、道後山、吾妻山及び帝釈峡                                       |
| 西中国山地国定公園         | 島根、広島、山口       | 1969年1月10日   | 中国山地西部（三段峡、匹見峡、寂地峡含む）                             |
| 北長門海岸国定公園         | 山口                   | 1955年11月1日   | 青海島、須佐湾など                                                     |
| 秋吉台国定公園             | 山口                   | 1955年11月1日   | 秋芳洞、秋吉台                                                         |
| 剣山国定公園               | 徳島、高知             | 1964年3月3日    | 剣山山麓一帯、大歩危、小歩危、祖谷渓                                   |
| 室戸阿南海岸国定公園       | 徳島、高知             | 1964年6月1日    | 室戸岬～阿南海岸に亘る海岸線一帯                                       |
| 石鎚国定公園               | 愛媛、高知             | 1955年11月1日   | 石鎚山、面河渓                                                         |
| 北九州国定公園             | 福岡                   | 1972年10月16日  | 皿倉山、平尾台                                                         |
| 玄海国定公園               | 福岡、佐賀、長崎       | 1956年6月1日    | 若松北海岸、芥屋大門、虹の松原、唐津湾                                 |
| 耶馬日田英彦山国定公園     | 福岡、熊本、大分       | 1950年7月29日   | 耶馬渓、八面山、英彦山                                                 |
| 壱岐対馬国定公園           | 長崎                   | 1968年7月22日   | 壱岐、浅茅湾など                                                       |
| 九州中央山地国定公園       | 熊本、宮崎             | 1982年5月15日   | 市房山、五木、五家荘、米良荘、綾照葉樹林帯                             |
| 日豊海岸国定公園           | 大分、宮崎             | 1974年2月15日   | 日豊海岸、枇榔島                                                       |
| 祖母傾国定公園             | 大分、宮崎             | 1965年3月25日   | 祖母山、高千穂峡                                                       |
| 日南海岸国定公園           | 宮崎、鹿児島           | 1955年6月1日    | 青島、日南海岸、都井岬                                                 |
| 甑島国定公園               | 鹿児島                 | 2015年3月16日   | 海鼠池、貝池、鹿島断崖、鹿の子断層、珊瑚礁、照葉樹林帯など             |
| 沖縄海岸国定公園※4         | 沖縄                   | 1972年5月15日   | 北部海岸、中部海岸、恩納ビーチ、万座毛、与那覇岳など                   |
| 沖縄戦跡国定公園※4         | 沖縄                   | 1972年5月15日   | ひめゆりの塔など県南部海岸地帯の戦争史跡                               |

※1 水郷国定公園として
※2 佐渡弥彦国定公園として
※3 金剛生駒国定公園として
※4 1965年10月1日に琉球政府により沖縄海岸政府立公園及び沖縄戦跡政府立公園に指定。本土復帰とともに国定公園となる。

### 国立公園に昇格した国定公園
- 白山国定公園（1955年7月1日指定、1962年11月12日に白山国立公園へ昇格）
- 山陰海岸国定公園（1955年6月20日指定、1963年7月15日に山陰海岸国立公園へ昇格）
- 足摺国定公園（1955年4月1日指定、1972年11月10日に宇和海地域を加えて足摺宇和海国立公園へ昇格）
- 利尻礼文国定公園（1965年7月10日指定、1974年9月20日にサロベツ原野地域を加えて利尻礼文サロベツ国立公園へ昇格）
- 奄美群島国定公園（1974年2月15日指定、2017年3月7日に奄美群島国立公園へ昇格）
- 日高山脈襟裳国定公園（1981年10月1日指定、2024年6月25日に日高山脈襟裳十勝国立公園へ昇格）

### 一部の区域だけが国立公園に昇格した国定公園
- 沖縄海岸国定公園（2014年3月5日に公園の一部である慶良間諸島が慶良間諸島国立公園として分離・指定。残りの区域のうち山原(やんばる)地区も2016年9月15日にやんばる国立公園として分離。残りの区域は沖縄海岸国定公園として存続。）

### 既存の国立公園に編入された国定公園
- 伊豆七島国定公園（1955年4月1日指定、1964年7月7日に富士箱根伊豆国立公園へ編入）
- 錦江湾国定公園（1955年9月1日指定、1964年3月16日に霧島屋久国立公園（「霧島国立公園」を同日に改名）に編入。なお、霧島屋久国立公園は、屋久島国立公園の分離に伴い、2012年3月16日に霧島錦江湾国立公園へ改名）
- 南三陸金華山国定公園（1979年3月30日指定、2015年3月31日に三陸復興国立公園に編入）

## ギャラリー

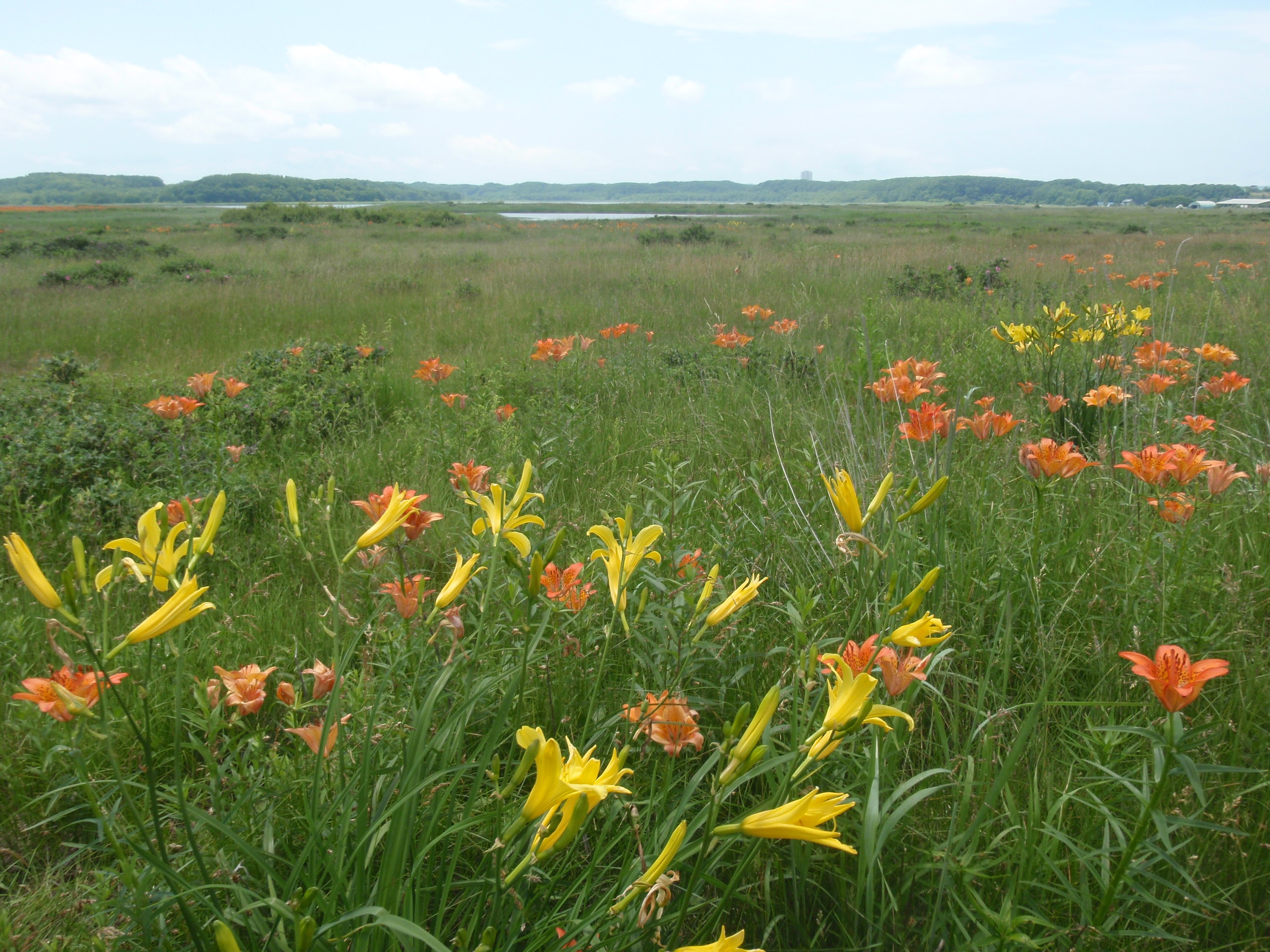
小清水原生花園
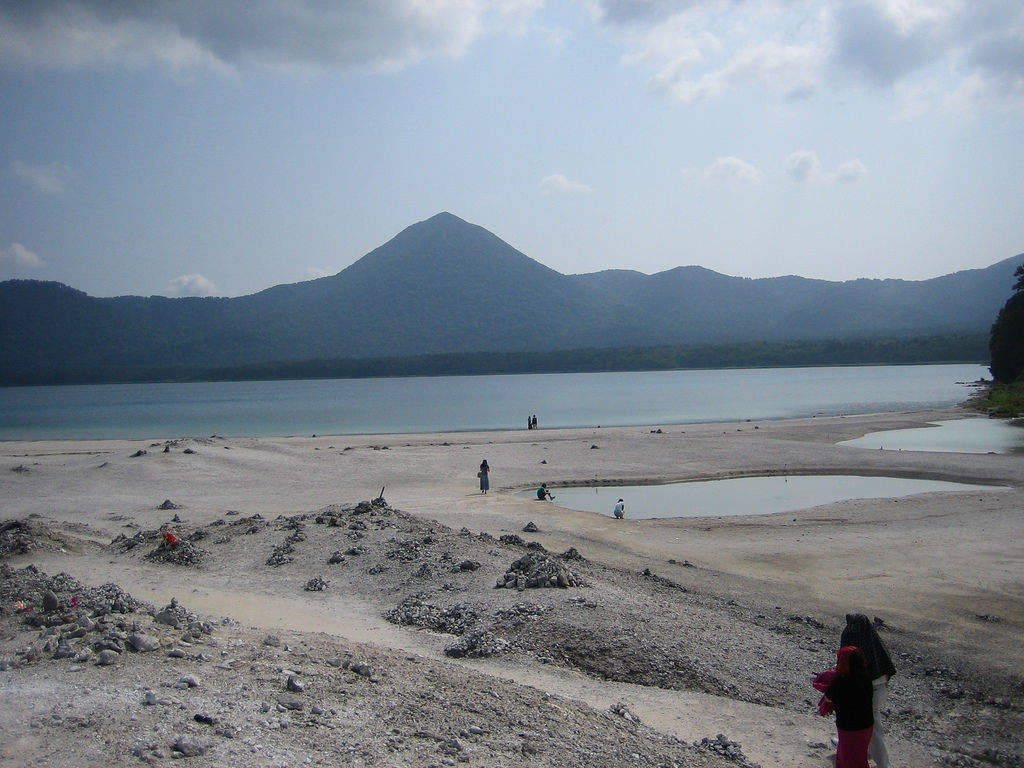
恐山
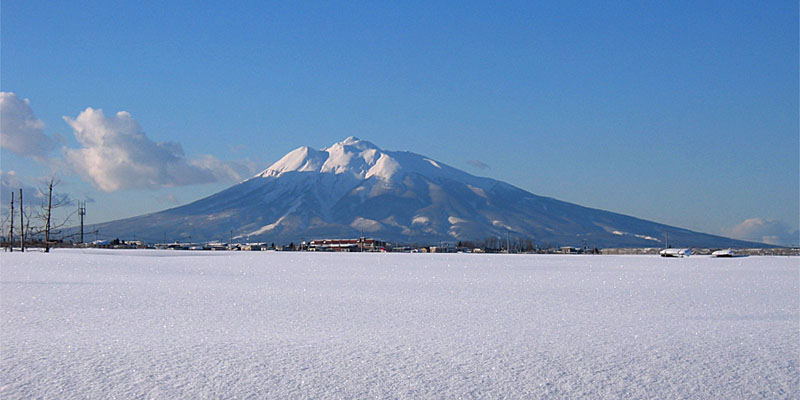
岩木山
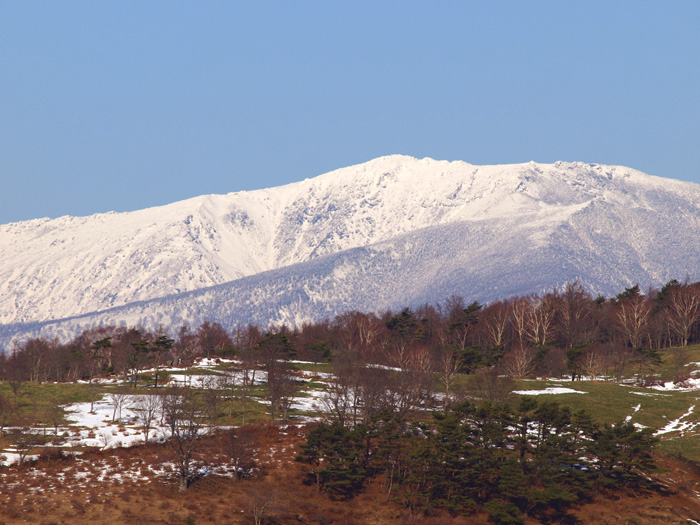
早池峰山
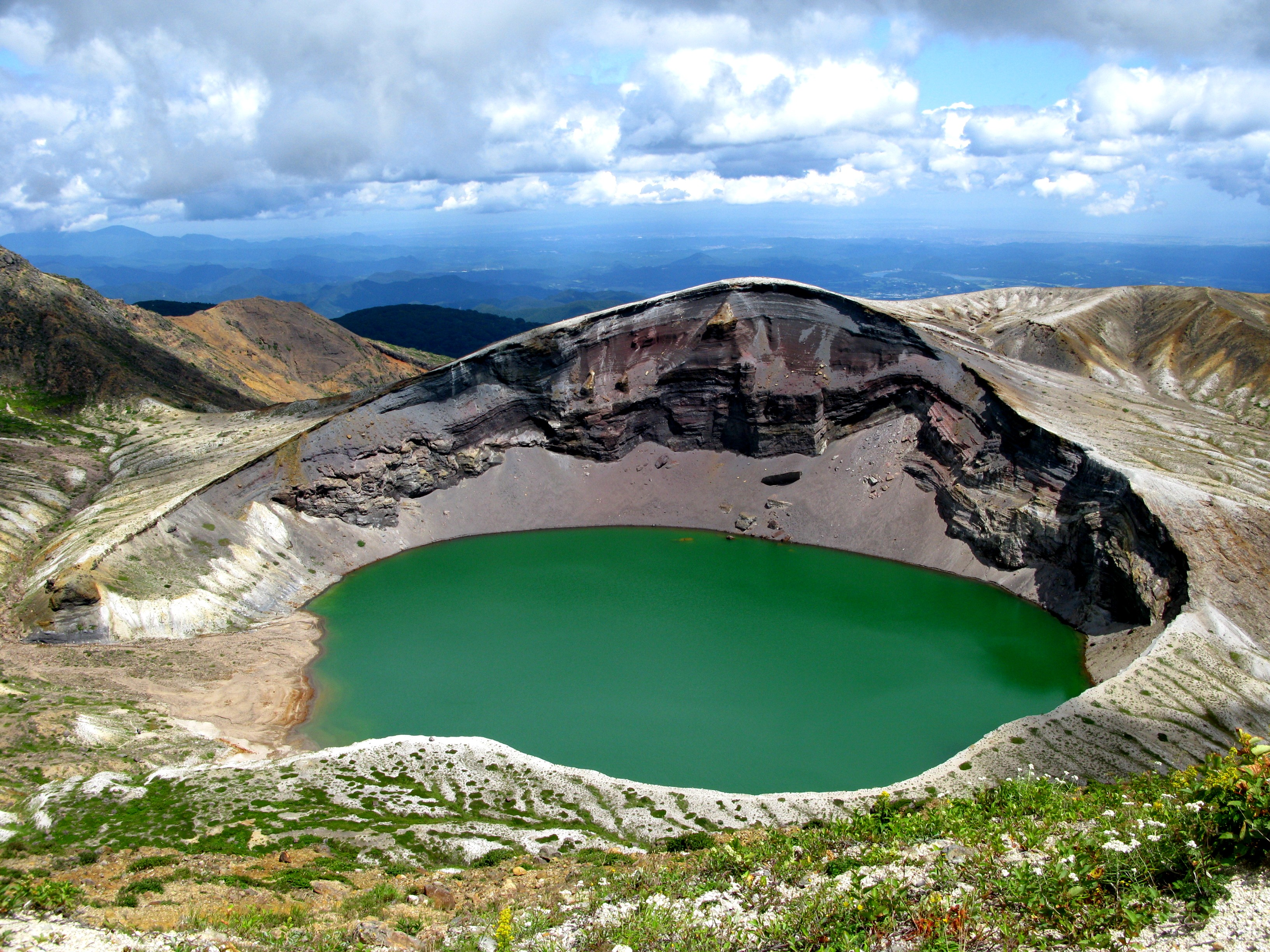
蔵王の御釜
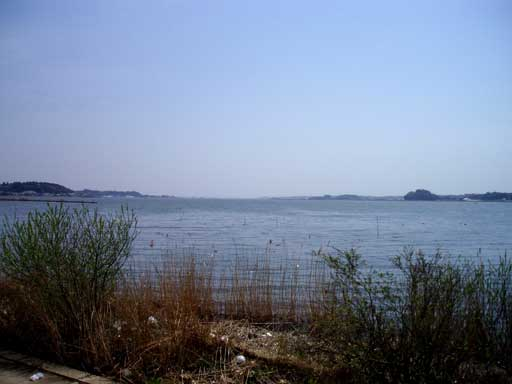
霞ヶ浦
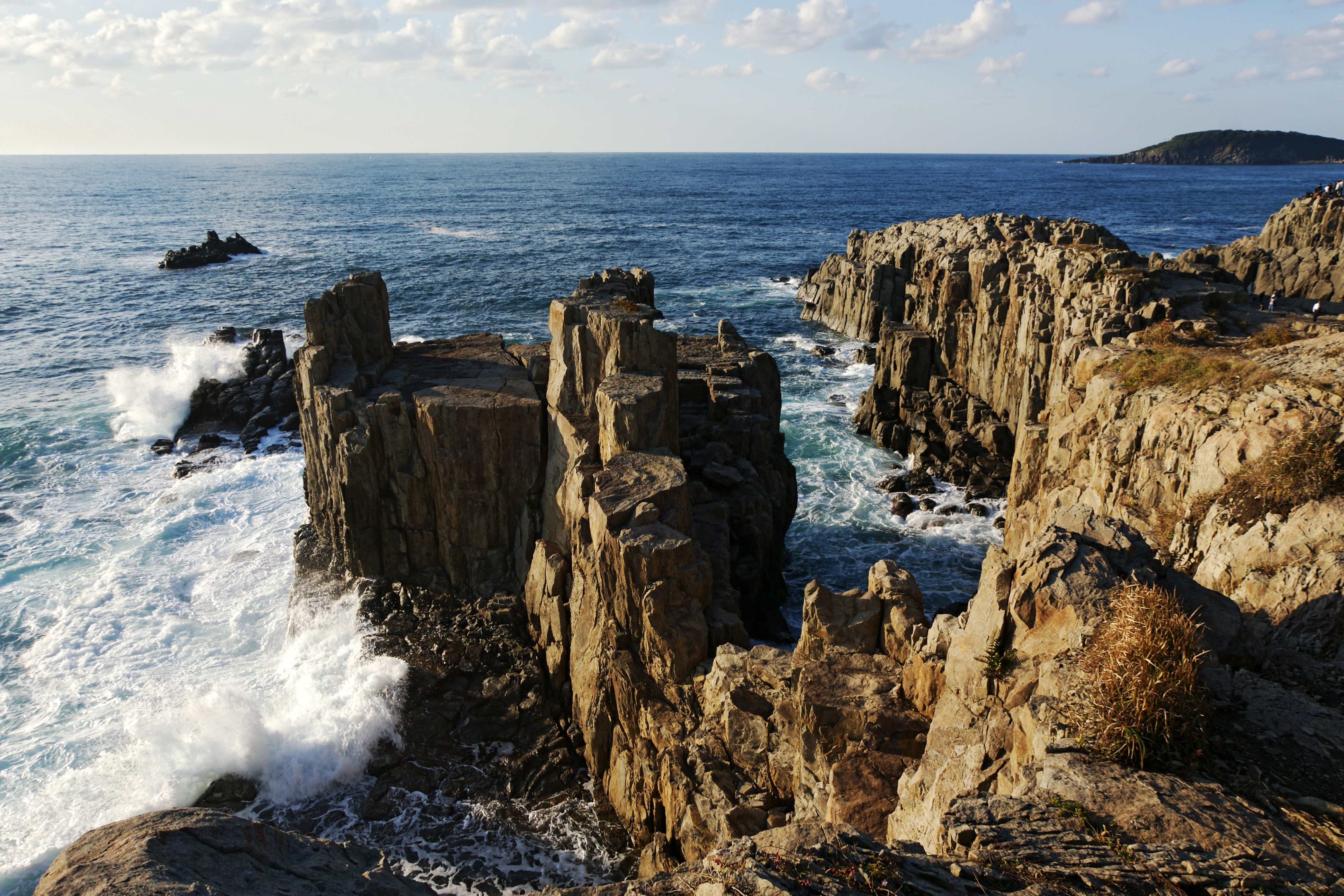
東尋坊
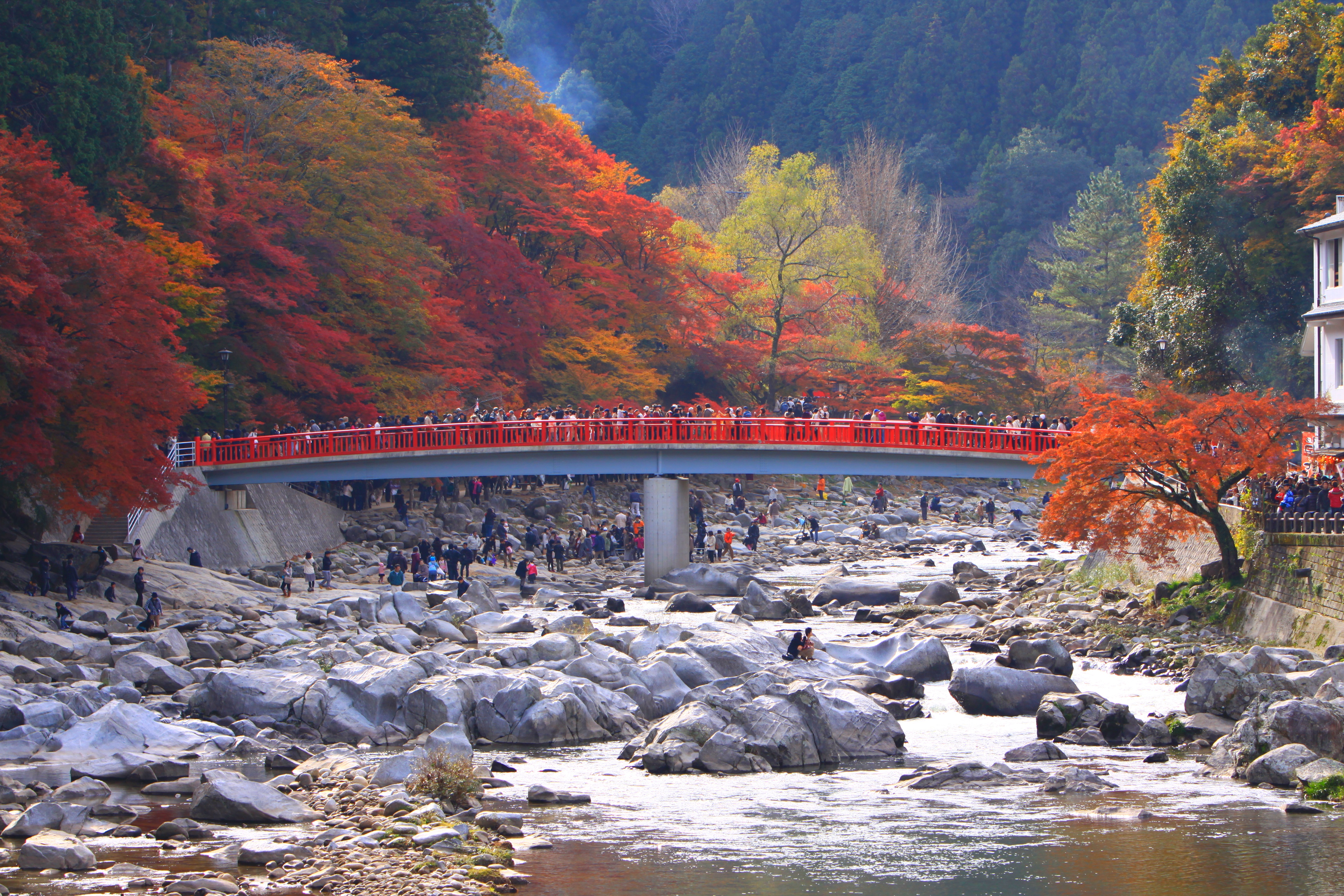
香嵐渓
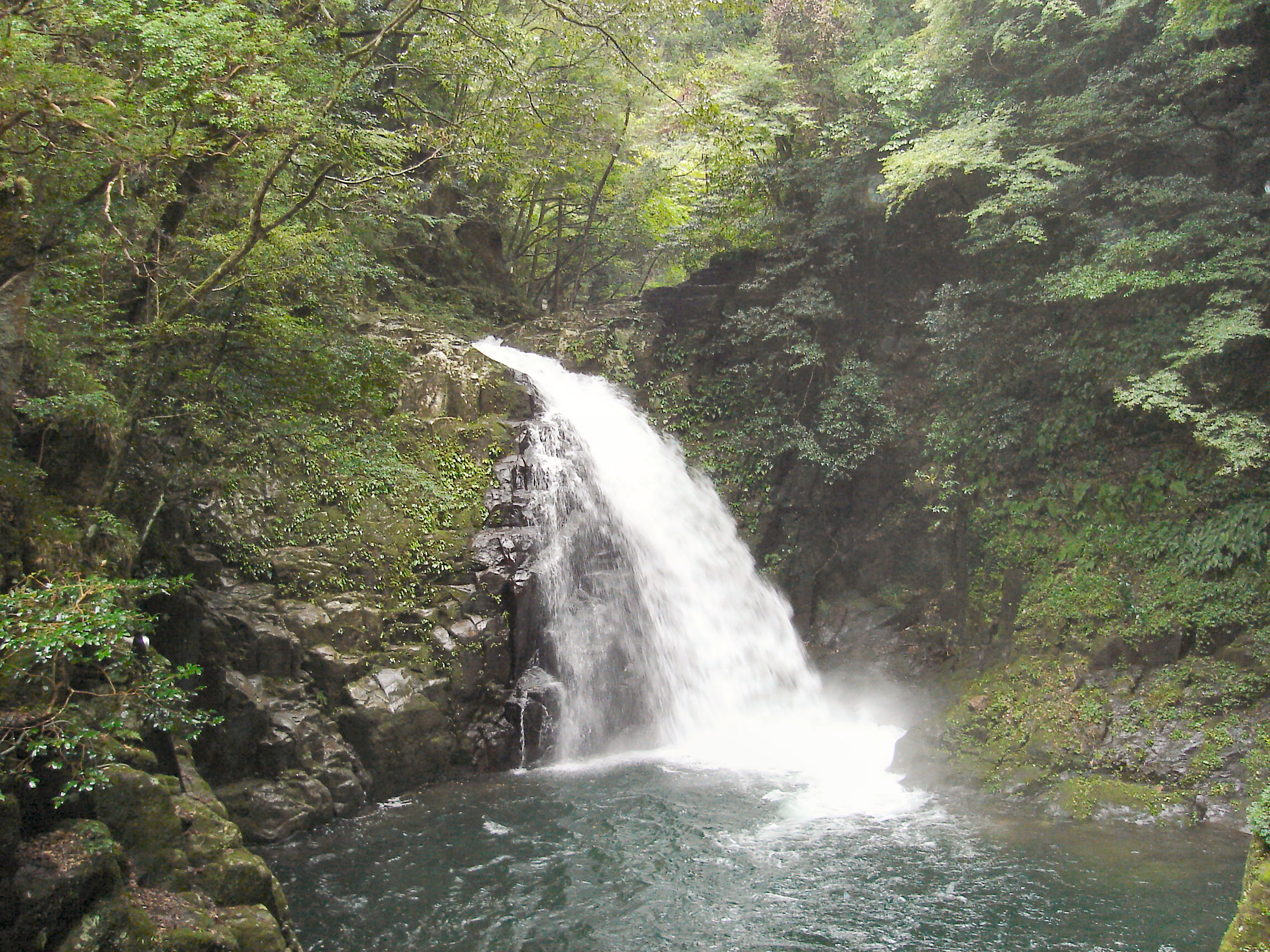
不動滝（赤目四十八滝）
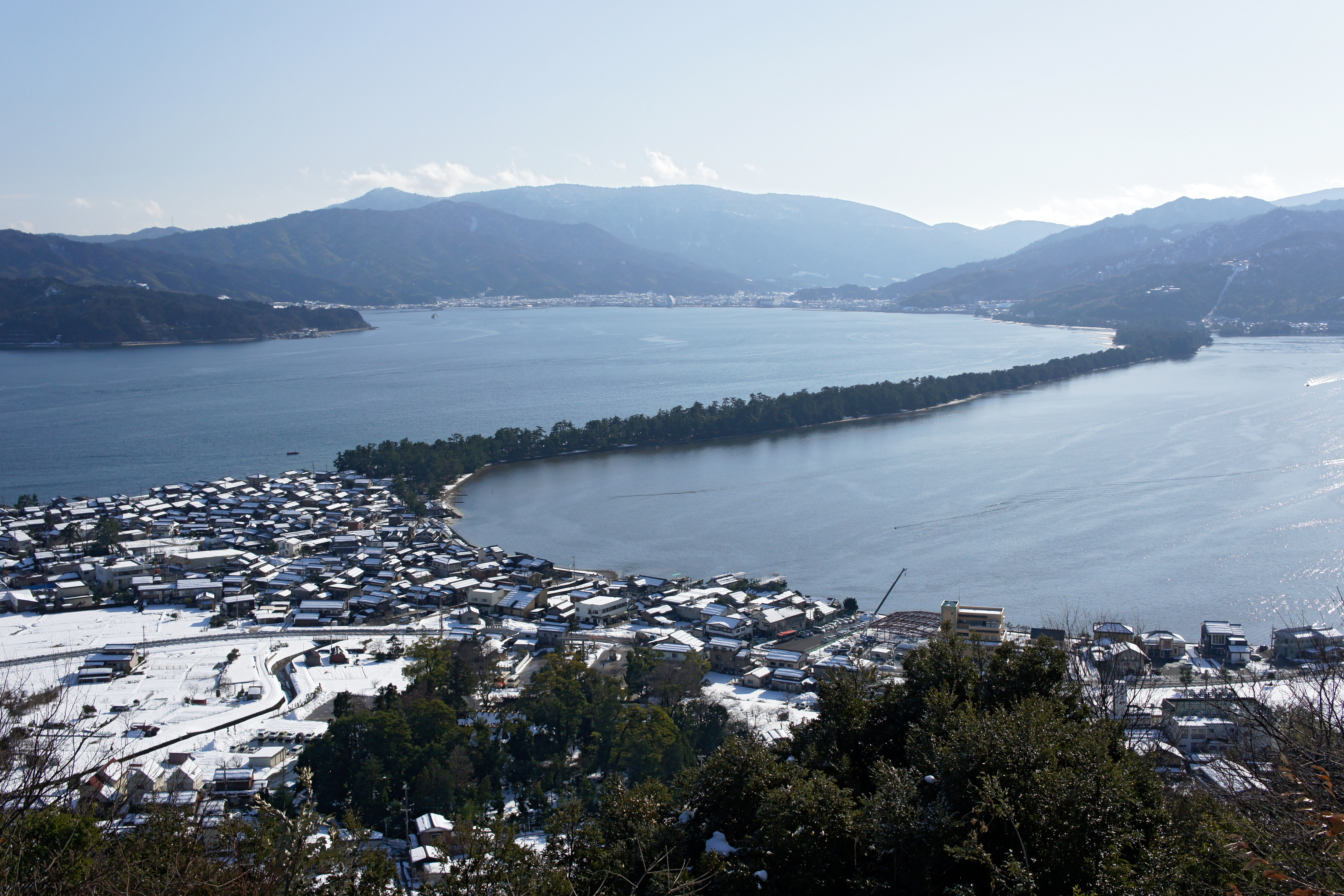
天橋立
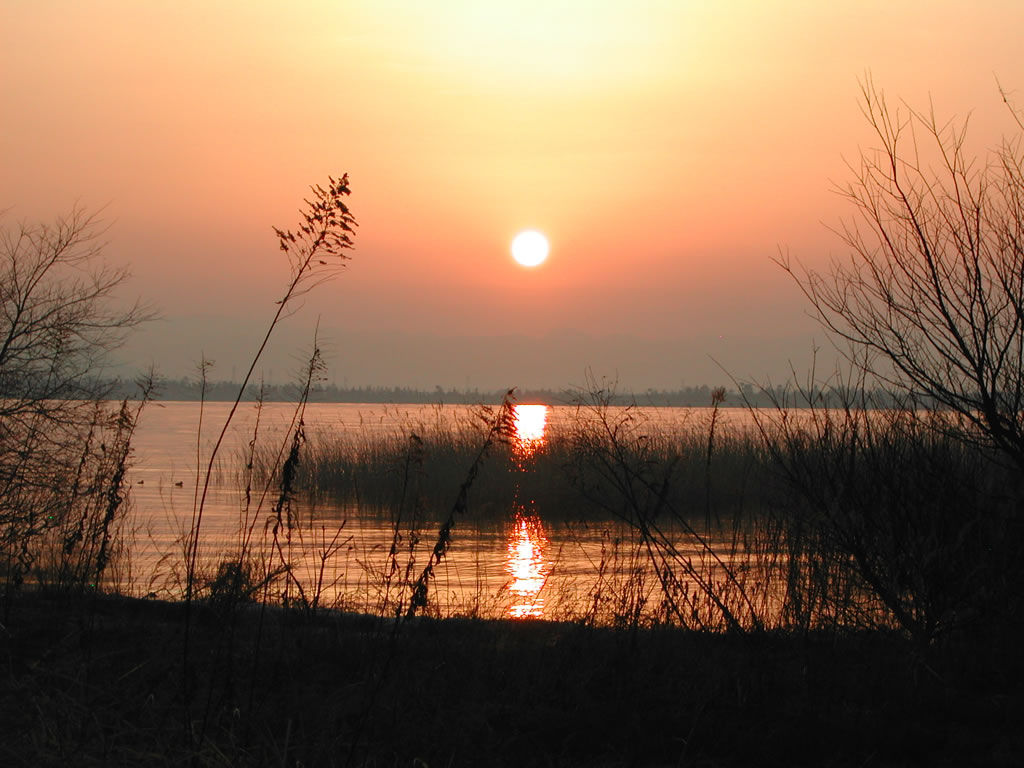
琵琶湖
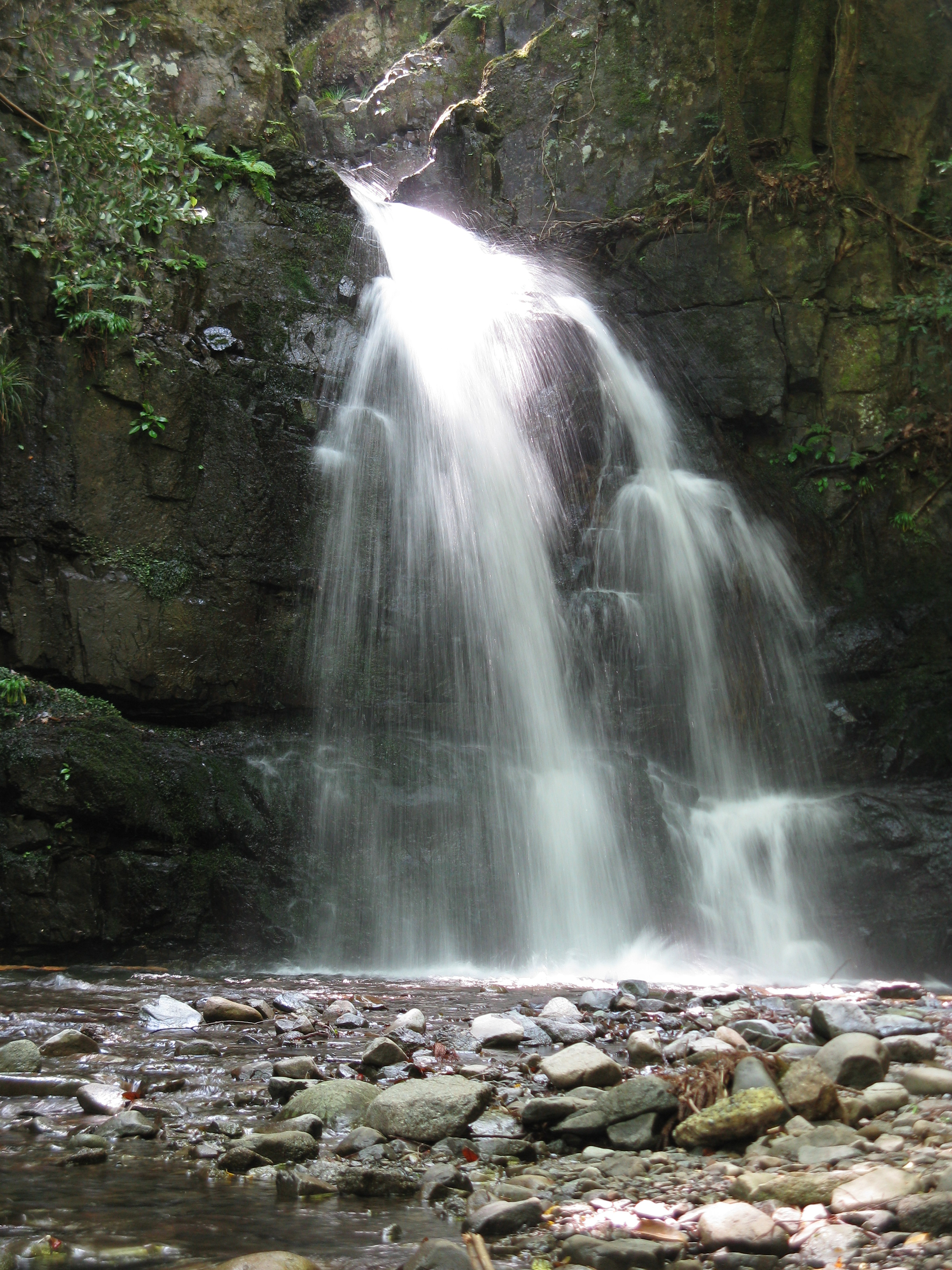
荒滝（滝畑四十八滝）
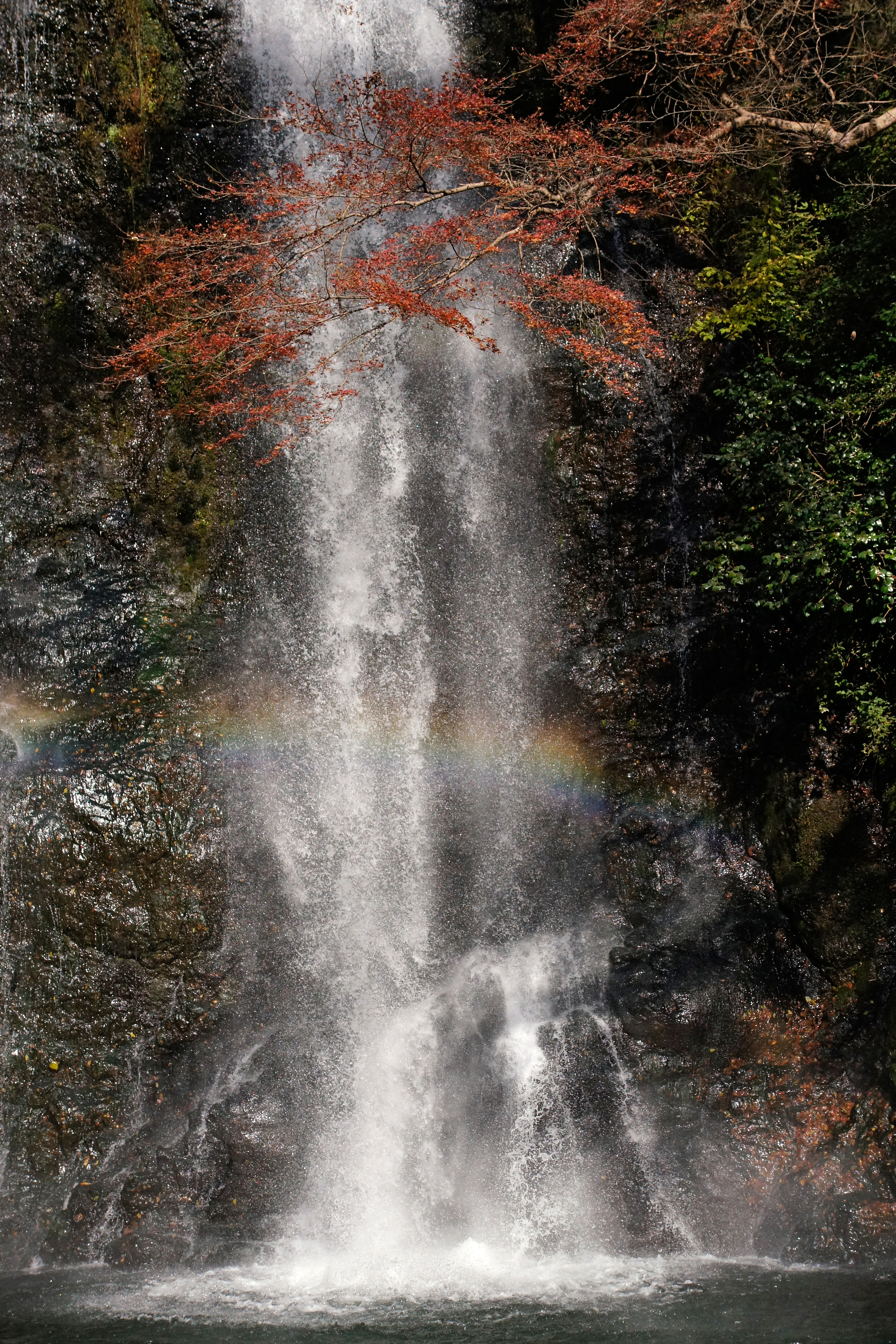
箕面滝
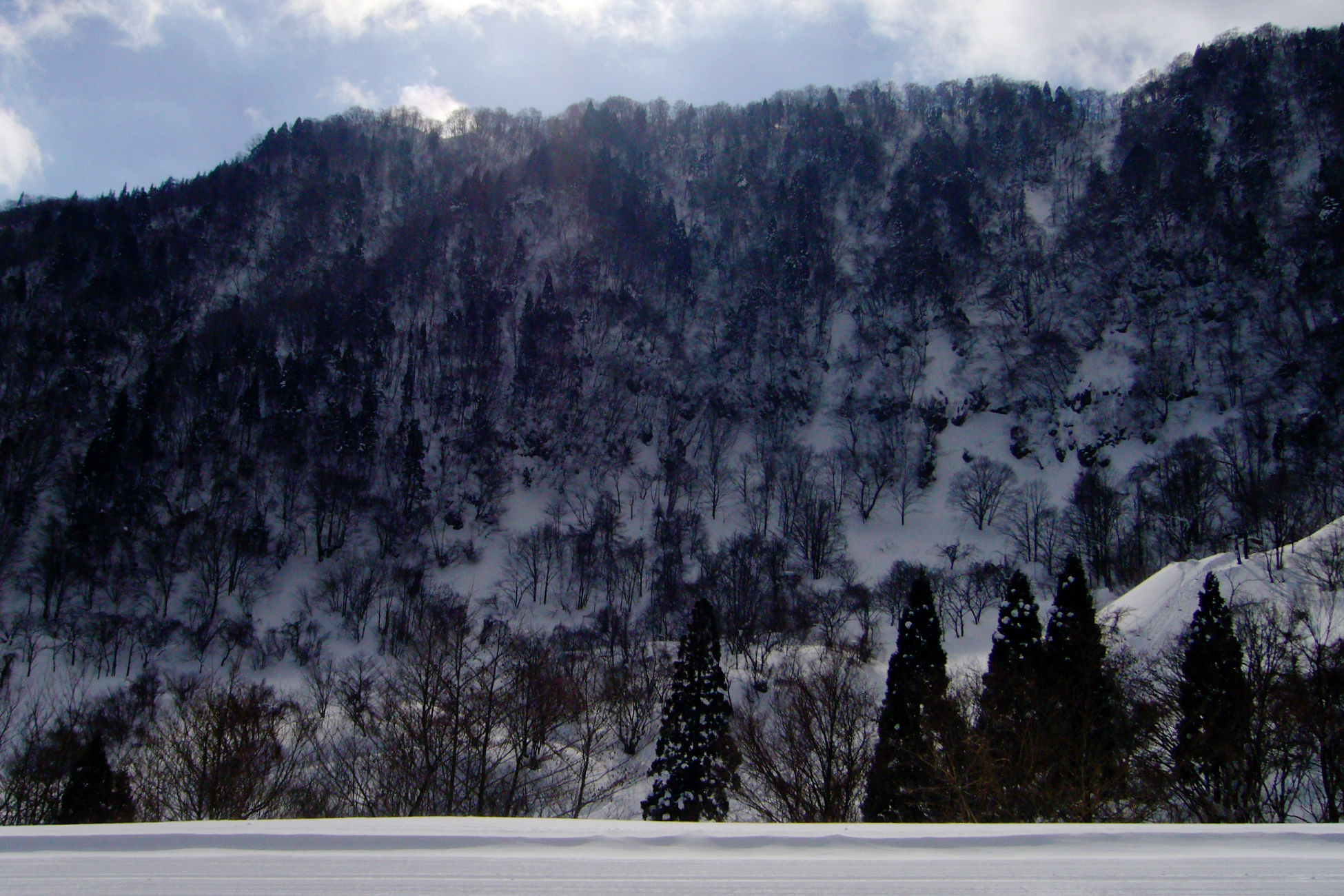
氷ノ山
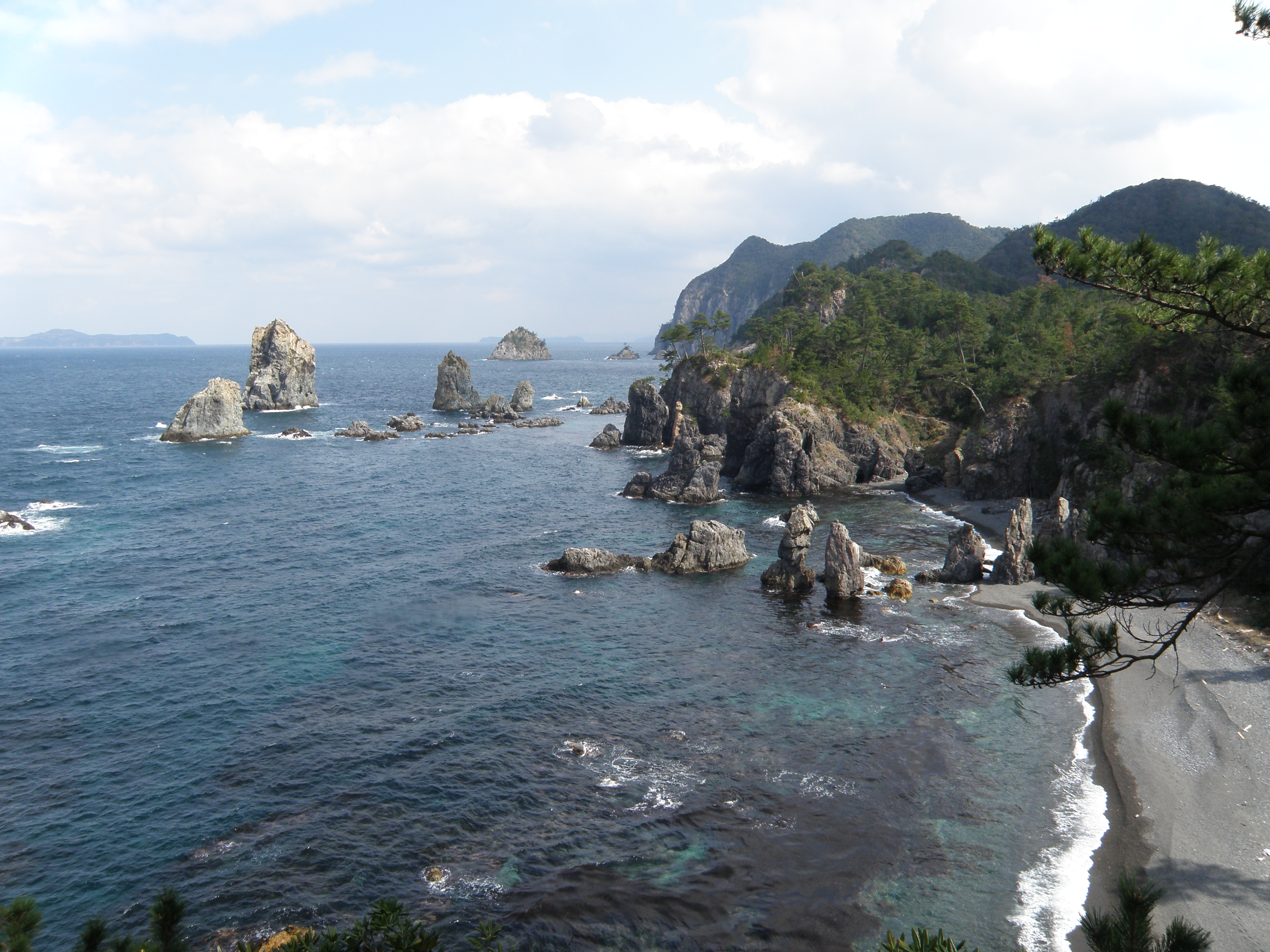
青海島
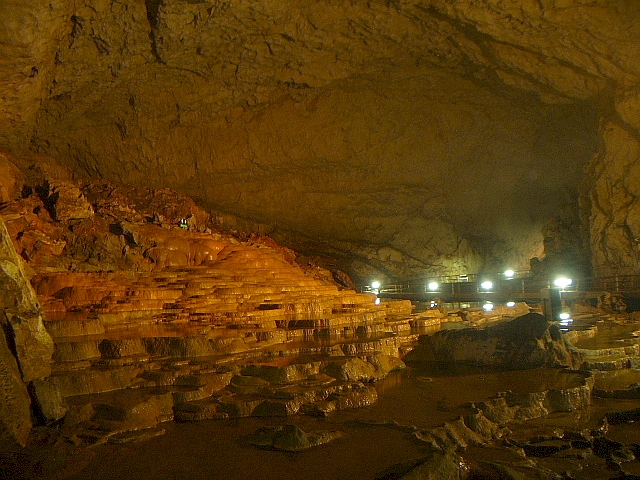
秋芳洞
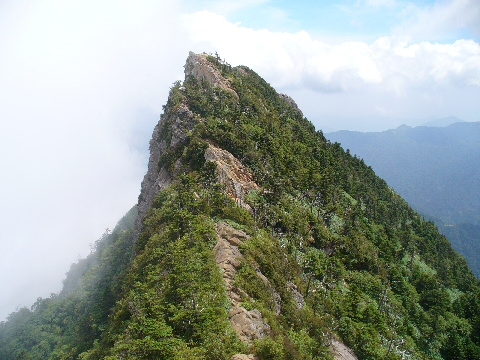
石鎚山
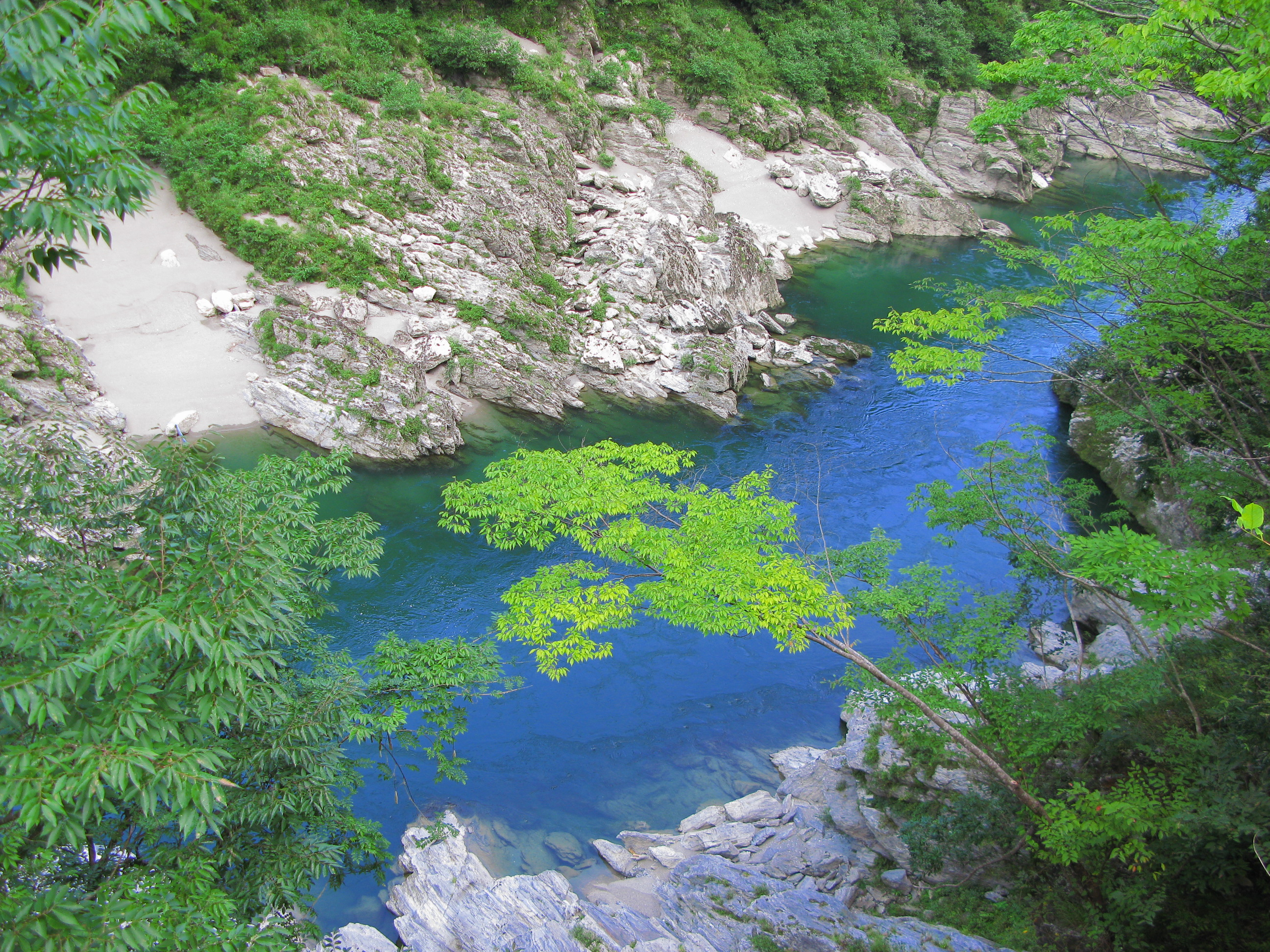
大歩危
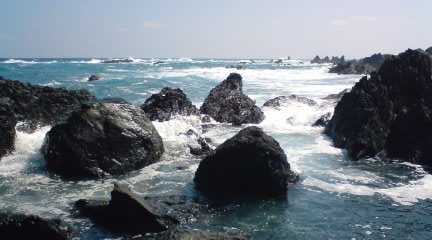
室戸岬
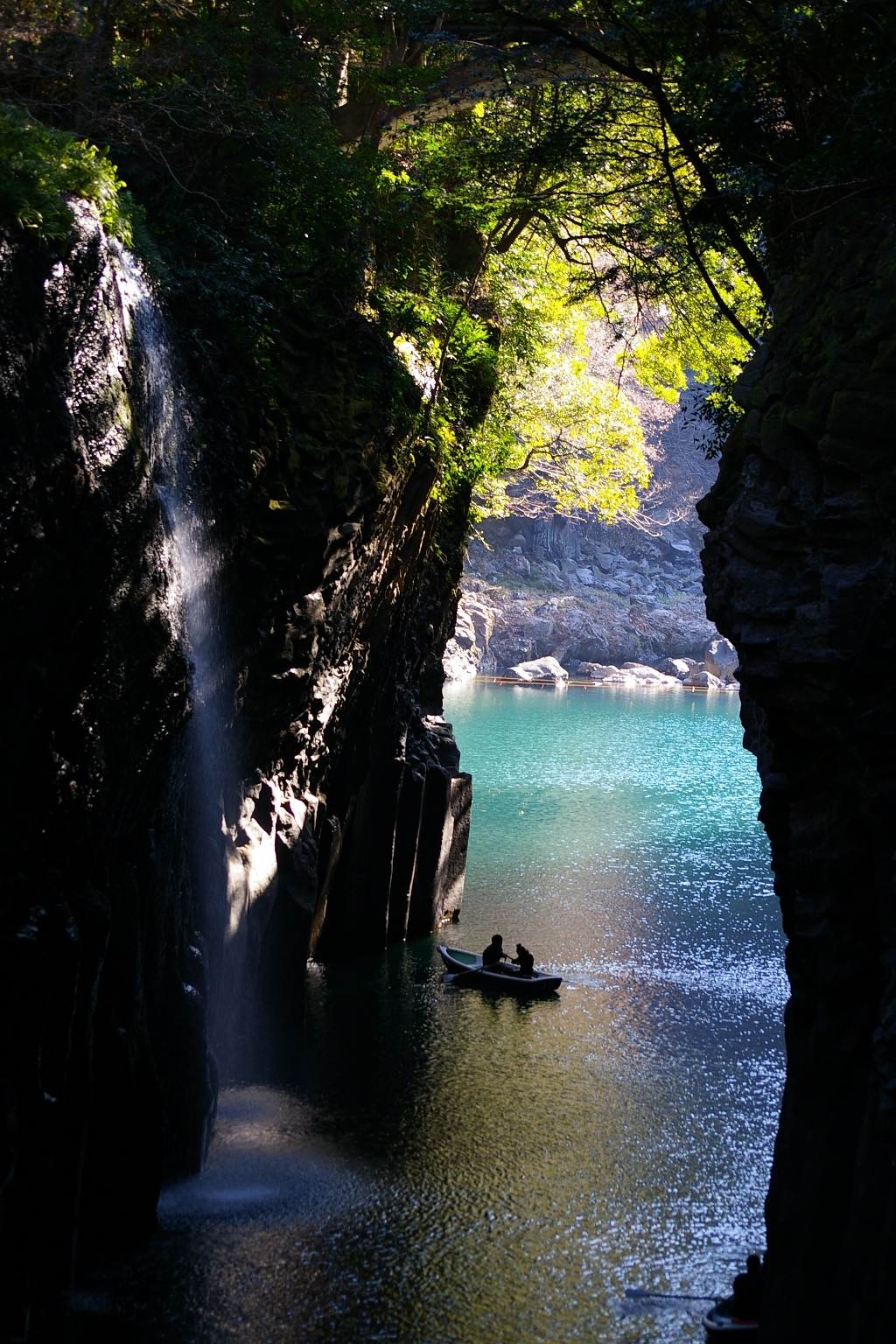
高千穂峡
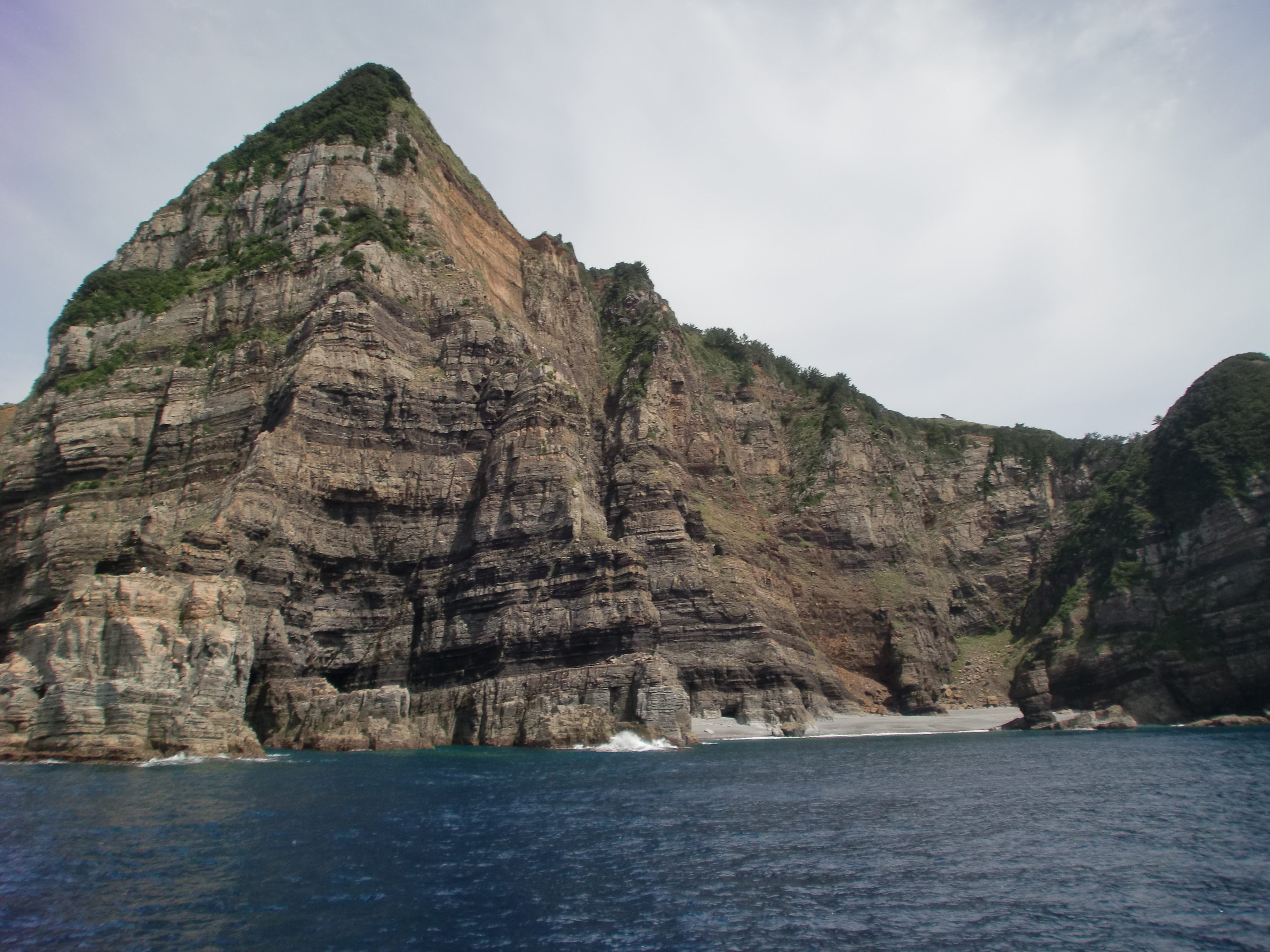
甑島・鹿島断崖
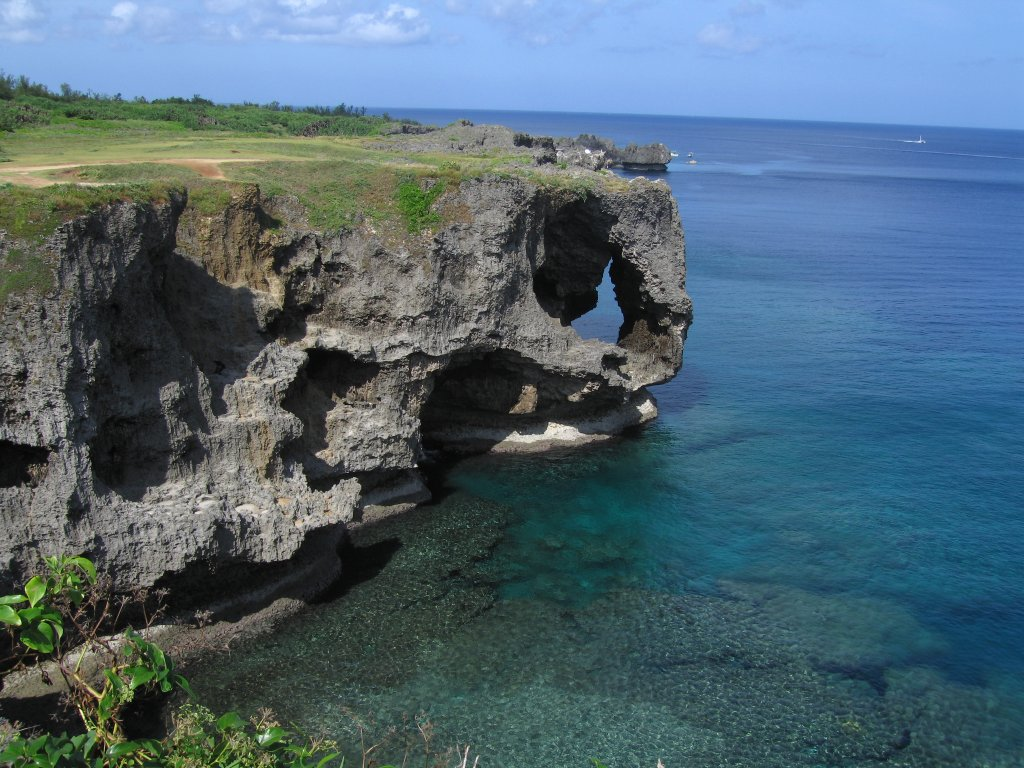
万座毛